# Vital Brazil
Vital Brazil Mineiro da Campanha (Campanha, 28 de abril de 1865 — Río de Janeiro, 8 de mayo de 1950) fue un importante médico científico, inmunólogo e investigador biomédico brasileño, de renombre internacional.

## Su Vida y obra
Hijo de Manuel de Santos Pereira Junior y de Maria Carolina Pereira de Magalhães, se casó en primeras nupcias con su prima en segundo grado, Maria de la Conceição Filipina de Magalhães. Viudo, se casó, entonces, con Dinah Carneiro Vianna. Por el ramo de su madre - los Pereiras de Magalhães - Vital tenía consanguinidad con el mártir de la Inconfidência Minera, Joaquim José de Silva Xavier, Tiradentes, y era, sobrino nieto materno del profesor Mayor Joaquim Leonel Pereira de Magalhães, que era, igualmente, abuelo paterno de la primera mujer de Vital - Maria de la Conceição Filipina de Magalhães. Vital era tío del célebre empresario y mecenas de las artes Oscar Americano de Caldas Hijo, más conocido por Oscar Americano. Por parte de padre, era primo en primer grado del 9º Presidente de Brasil (1914 - 1918), Venceslau Brás Pereira Gomes.
Vital estudió medicina en la Facultad de Medicina de Río de Janeiro, en medio las grandes dificultades financieras, viniendo a formarse con brillo en 1891. Retornado a São Paulo, hizo clínica en varias ciudades del interior del Estado. En esa época, presenció la muerte de varias personas, principalmente labradores, víctimas de picaduras de serpientes.
Como médico sanitarista, participó de las brigradas de combate a la fiebre amarilla y a la peste bubônica en varias ciudades en el Estado de São Paulo. Coincidentemente, algunas décadas más tarde, su primo - por el ramo Pereira de Magalhães - Dr. Adhemar Paoliello, igualmente formado por la Facultad de Medicina de Río de Janeiro se dedicaría, también como sanitarista, al mismo ideal de combatir la fiebre amarilla y la peste bubônica en Brasil y en el exterior. 
Además del su trabajo como médico, también creó una de las primeras escuelas de Brasil que alfabetizaban niños de día y adultos de noche. Desarrolló materiales de información, especialmente para la población del campo, sobre cómo protegerse de las cobras y otros animales venenosos. Creó una caja de madera, barata y segura, para que los fazendeiros pudieran capturar cobras; firmando convenios con los FF.CC., para transportarlas, pues eran esenciales en la fabricación del suero.
A invitación del gobierno estadual, ingresó, en 1897, en el Instituto Bacteriológico del Estado de São Paulo, dirigido por Adolfo Lutz. Fue entonces que inició sus investigaciones biológicas. Trabajó junto con Oswaldo Cruz y Emílio Ribas en el combate a la peste bubônica, al tifo, viruela y fiebre amarilla.
Recibió del gobierno de Rodrigues Alves la Hacienda Butantan, a las márgenes del río Pinheiros, en São Paulo, donde posteriormente fundaría e instalaría el Instituto Butantan. Fue allí que desarrolló, con escasos recursos, importantes trabajos de investigación y producción de medicamentos. Los primeros frascos de suero antipeste comenzaron a ser entregados después de cuatro meses de trabajo.
En 1903, tras intensa investigación logró enunciar científicamente el suero antiofídico, desarrollado a partir del Piroplasma vitalli, parásito en la sangre de los perros. Después de ese evento, otros sueros fueron producidos en el Instituto Butantan. También se produjeron vacunas contra tifo, viruela, tétanos, psitacosis, disentería bacilar y BCG. Las sulfas y penicilinas vendrían más tarde. Las picaduras de arañas venenosas, escorpiones y escolopendras dieron origen a nuevos sueros. Frecuentó por largo tiempo el Instituto Pasteur de París. También fue el fundador del Instituto Vital Brazil, en Niterói.
Vital se haría mundialmente conocido por el descubrimiento de la especificidad del suero antiofídico, del contra picaduras de araña, del antitetânico y antidiftérico y del tratamiento para picadura de escorpiones.

### La importancia de la especificidad
Su descubrimiento sobre la especificidad de los sueros antivenenos estableció un nuevo concepto en la imunologia, y su trabajo sobre la dosisde los sueros antiofídicos generó tecnología inédita. La creación de tales sueros específicos y el antiofídico polivalente la ofreció a la medicina, por primera vez, un producto realmente eficaz en el tratamiento del accidente ofídico que, sin sustituto, permanece salvando centenares de vidas en los últimos cien años.
Consagrado en congreso científico en EE. UU. en 1915, su trabajo inmediatamente despertó el interés de Europa, donde se encontraba la vanguarda de la investigación médica de la época, y le valió el reconocimiento mundial. El Instituto Butantan representa un marco en la ciencia experimental brasileña. Desarrollando significativo número de investigaciones de elevado tenor científico, educando las poblaciones rurales en la adopción del tratamiento y en la prevención de accidentes ofídicos y creando aquella que fue, posiblemente, la primera escuela de alfabetización de adultos, ese Instituto desempeñó importante papel social en la época y se hizo conocido y famoso en el mundo todo.

### Instituto Butantan
Fue el creador del Instituto Butantan, en São Paulo, instalado en una hacienda antigua y distante de la ciudad, comprada por el gobierno del estado de São Paulo para que funcionara un laboratorio para la producción de vacunas.
El documento de compraventa de la hacienda tiene fecha del 24 de diciembre de 1899. A partir de ese comienzo precario y difícil, el Instituto creció rápidamente. En 1901 ya producía sueros antipeste y antiofídico, de ahí recibió el nombre de Instituto Serunterápico del Estado de São Paulo. En 1925, pasó a llamarse Instituto Butantan.
El Instituto continúa siendo un centro de referencia y excelencia, en diversas áreas científicas (www.butantan.gov.br).

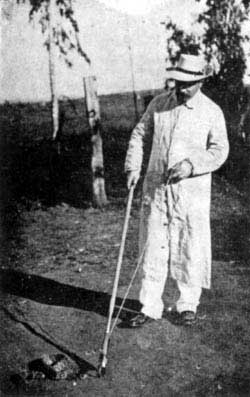
Vital Brazil en 1911.

## Instituto Vital Brazil
Después de dejar la dirección del Instituto Butantan, en 1919, Vital Brazil fue a Río de Janeiro. A pesar de ser invitado por Carlos Chagas para trabajar en Manguinhos (renombrada FioCruz), resolvió fundar un nuevo laboratorio, por creer que Brasil necesitaba de más instituciones científicas, donde el estudio y la investigación se ocuparan de la solución de sus graves problemas.
Fundó, en Niterói, con el apoyo del entonces Gobernador del Estado de Río de Janeiro, Dr. Raul de Morales Veiga, el Instituto Vital Brazil, el actual Instituto Vital Brazil S. A. (Centro de Investigaciones, Enseñanza, Desarrollo y Producción de Imunobiológicos, Medicamentos, Insumos y Tecnología para Salud), en julio de 1919.
Las actuales instalaciones, consideradas una joya de la arquitectura moderna, proyectadas y construidas por Álvaro Vital Brazil, entonces con 34 años, hijo del científico Vital Brazil, uno de los grandes nombres de la arquitectura moderna brasileña al lado de Lúcio Costa y Oscar Niemeyer, inauguradas en septiembre de 1943 con la presencia del presidente de la República, Getúlio Vargas. Ocupan un área de 10 ha y edificaciones de 2 ha, en el barrio de Vital Brazil, en la ciudad de Niterói, RJ.,
Su seriedad, perseverancia y dedicación hicieron de este Instituto otro importante centro de investigaciones, único por su organización en el ámbito nacional y reconocido internacionalmente como establecimiento científico por los trabajos de valor ahí realizados (www.ivb.rj.gov.br).

## Familia e hijos célebres
Constituyó familia dos veces, la primera en 1892, luego después de su formación, con Maria de la Conceição Philipina de Magalhães, su prima en segundo grado, con quien tuvo 12 hijos, de los cuales nueve llegaron a la edad adulta. Viudo en 1913, se casó nuevamente en 1920 con Dinah Carneiro Vianna, con quien tuvo nueve hijos más. Dieciocho hijos llegaron a la edad adulta, nueve del primero y nueve de la segunda boda. Seis hombres y tres mujeres de cada uno de ellos. Algunos de sus hijos fueron figuras célebres, Vital Brazil Hijo como médico y científico y el arquitecto e ingeniero Álvaro Vital Brazil.
- Vital Brazil Hijo, da nombre a la calle donde está instalada la facultad de veterinaria de la UFF y al Directorio Académico, pues fue uno de los fundadores de la facultad, juntamente con Américo Braga. Sería seguidor del padre, murió de septicemia, pues durante una experiencia en laboratorio: tocó la nariz con su mano contaminada con microorganismos.
- Oswaldo, ganó el nombre en homenaje al científico Oswaldo Cruz, trabajó al lado del padre, e hizo carrera científica en la Universidad Estadual de Campinas (Unicamp), en farmacología, fue profesor y científico.
- Enos, médico veterinario, jefe de Farmacología de la Unicamp y vicepresidente de la Fundación Oswaldo Cruz en Río de Janeiro
- Horus, médico por la Facultad Fluminense de Medicina, donde fue alumno brillante . Uno de los fundadores de la Sociedad de Psicoanálisis Iracy Doyle, Horus (SPID) profesor, supervisor y analista de varias generaciones de psicoanalistas. Estudioso de la teoría y de la clínica, seguidor de Freud y se empeñó en difundir el psicoanálisis. Mantuvo grupos de estudio hasta poco antes de morir. Publicó muchos libros y artículos, entre ellos Psicanálise Cien Años Después y otros ensayos y Poesías Acontecidas.
- Ícaro Vital Brazil, abogado, empresario, comandante de la pionera aviación nacional, conocido como "Cmt Vital".
- Alvarina se casó con Augusto Esteves, administrador e ilustrador científico del IVB y colaborador del científico Vital Brazil. Él impresionaba por el preciosismo: contaba hasta las escamas de las cobras para diseñarles colores. Fue también quien diseñó los envases, el escudo, el edificio etc. Dominaba la técnica de la pluma.
- Acácia fue una arpista consagrada mundialmente. Inició los estudios de música en arpa aún niña.
- Vitalina también se dedicó a la música. Era pianista e hizo muchas presentaciones en Europa, principalmente en Francia.
- Álvaro se formó en Ingeniería y Arquitectura. Contemporáneo y amigo de Oscar Niemeyer, Burle Marx y Lúcio Costa, se destacó en el Modernismo en Brasil. Construyó la actual sede del IVB y el Edificio Esther, en São Paulo, entre otros. Fue uno de los grandes nombres brasileños del estilo moderno de construir y fue homenajeado en libros especializados.
- Lael “perpetúa” las historias de la familia Vital Brazil, el árbol genealógica y el trabajo del padre en cuatro libros y discursos publicados. Es aviador jubilado.
- Augusto Esteves fue un ilustrador científico. Hizo importante contribución a la enseñanza de la ciencia y es homenajeado en la USP (Universidad de São Paulo), Facultad de Medicina.

## Homenajes

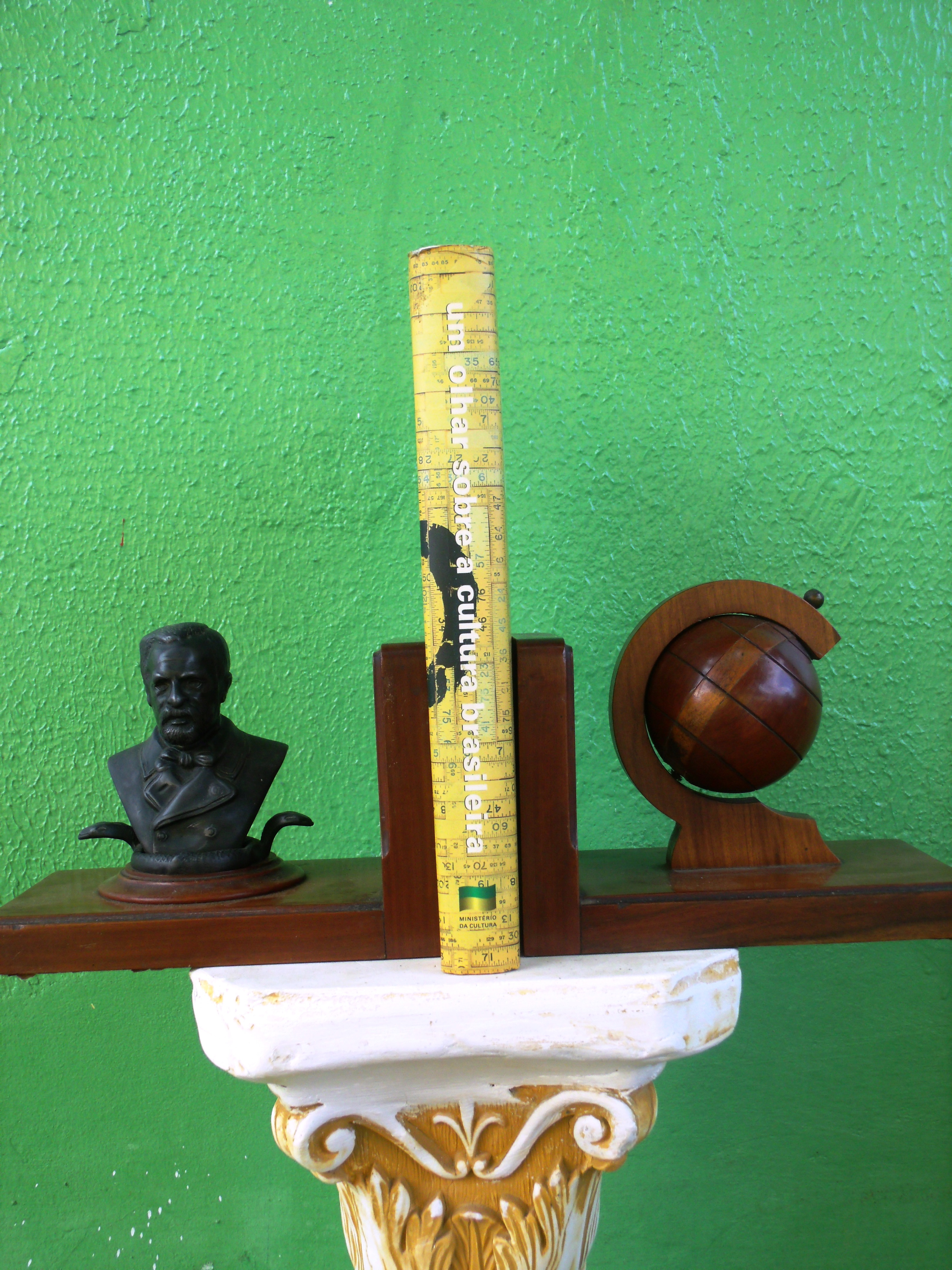
Mini busto en homenaje a Vital Brazil en un soporte para libros.

- Su nombre es honrado como patrono de la silla n.º 62 de la augusta "Academia de Medicina de São Paulo";
- Homenajeado en ceremonia con placa conmemorativa alusiva a los 120 años del descubrimiento de la sueroterapia antiveneno en el "Museo Nacional de Historia Natural", París, Francia, 15 de diciembre de 2014.
- Brasileño del siglo XX - Vital Brazil fue elegido el Brasileño del siglo XX, por la Revista ES DECIR.
- En 1951 los alumnos de la Facultad de Medicina de Sorocaba (hoy Facultad de Ciencias Médicas y de la Salud de la PUC-SP) fundaron el Centro Académico Vital Brazil (CAVB), Asociación Atlética Académica Vital Brazil (AAAVB) y la farmacia comunitaria Vital Brazil, homenajeando el sanitarista.
- Hospital en São Paulo - Fundado a finales de 1945 y referencia nacional en la atención la víctimas de accidentes con animales peçonhentos, el Hospital Vital Brazil funciona en el Instituto Butantan, en São Paulo.
- Museo Histórico - El Instituto Butantan reproduce en su Museo Histórico el laboratorio en que trabajaba el Dr. Vital Brazil, fundador del instituto. El museo fue inaugurado en 11 de junio de 1981.
- Hay en la ciudad de São Paulo la Avenida Vital Brasil, en el Barrio del Butantã, zona Oeste de la ciudad. La avenida termina en el acceso a la portería del Instituto Butantan.
- El barrio donde se sitúa la sede del Instituto Vital Brazil en Niterói se llama Vital Brazil. Una importante avenida en esta ciudad también se llama Vital Brazil en su homenaje.
- En la ciudad de Campaña, Minas Gerais, la casa donde el científico nació abriga hoy el Museo Vital Brazil. Construida en 1830, con arquitectura del periodo colonial, tejas hechas la mano por esclavos y paredes de palo a pique. Allí están expuestos a los visitantes investigaciones, documentos, certificados, fotografías y libros. Inaugurado en 1988, el local funciona hoy como centro divulgador de los trabajos y de la vida del científico.
- La Casa de la Moneda de Brasil expidió una cédula en el valor de Cr$ 10.000,00 (diez mil cruceros) cuyo anverso es la efigie del científico Vital Brazil, teniendo a la izquierda, un grabado que representa una escena clásica de extracción del veneno, tarea básica para la producción de sueros, y el reverso un panel calcográfico mostrando un antiguo serpentario, con destaque de la escena de una cobra muçurana devorando una jararaca.
- La barca "Vital Brazil" es una de las embarcaciones en uso por la concesionaria Barcas S/A, que realiza el transporte de pasajeros entre las ciudades de Río de Janeiro y Niterói.
- Por el Proyecto de Ley 1604/2003 del Congreso Nacional, el nombre del científico Vital Brazil entra en el Libro de los Héroes de la Patria, en el Panteão de la Libertad y de la Democracia, en el subsuelo de la Plaza de los Tres Poderes, en Brasilia.
- Un libro biográfico sobre Vital Brazil forma parte de la seria “Nombres de Brasil”, que homenajea algunas de las principales personalidades del país, como Carmem Miranda y Princesa Isabel.
- Libro Escolar - Lanzado por la Duna Dueto Editora (www.dunadueto.com.br), el libro Vital Brazil, de Nereide Schilaro Santa Rosa, es la primera biografía para niños sobre un científico brasileño.
- Vital Brazil da nombre a la carretera BR 267, que conecta Juez de Fuera a Pozos de Caldas, ambas en Minas Generales. Con cerca de 200 km, la carretera fue “bautizada” en 1965 (centenario de nacimiento del científico) por el presidente de la República, Castelo Branco.
- Calle Vital Brazil en el Zoológico de Río de Janeiro - La calle escogida para homenajear el científico es una de las mayores y más importantes del Zoo. En la esquina del punto más visitado del Parque.
- Colegio Vital Brazil – El Colegio Albert Sabin, SP, abrió una nueva filial y eligió al científico Vital Brazil como patrono del colegio por compartir valores como respeto al conocimiento, al ambiente académico y al humano. Hay en Campanha, su tierra natal, un colegio estadual que también lleva el nombre de Colegio Vital Brazil.
- Barrio Vital Brazil - Recibió como homenaje el nombre de un barrio en Mauá/SP, una de las mayores ciudades del estado de São Paulo.